# ザ・どん

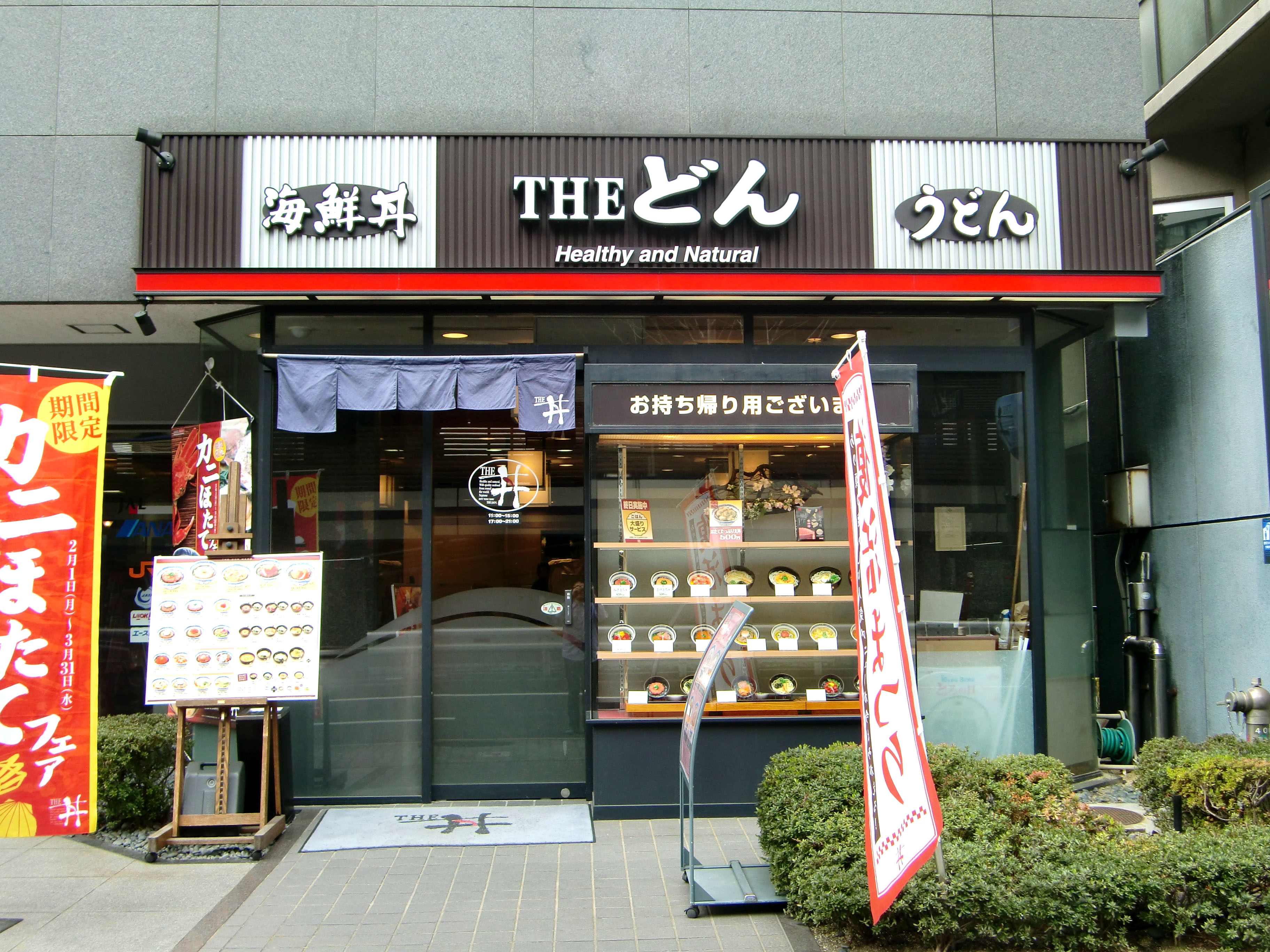
ザ・どん江坂店

ザ・どん（THE 丼）は、海鮮丼を中心とした丼物を扱う日本のファストフードチェーンである。大阪市北区に本社を置く株式会社どんが展開しており、店舗はフランチャイズ形式でフランチャイザー企業を通じて運営している。
当初はダスキンと日本水産との合弁事業だったが、2011年に合弁を解消し、ダスキンの完全子会社となった。2016年12月1日より、株式会社フジオフードグループ本社の完全子会社となったが、2023年6月28日にフジオフードグループ本社が保有している全株式が譲渡され（譲渡先は非公表）、フジオフードグループ本社グループから離脱した。
東京都中央区に本社を置く株式会社アークミール（安楽亭傘下）が展開する「ステーキのどん」、「しゃぶしゃぶどん亭」等とは無関係である（同社は1976年から「どん」の商号使用をしている）。

## 店舗
愛知県・兵庫県・広島県・愛媛県に出店する。

## フランチャイズ契約
- タイホウグループ - 名古屋市に出店。
- 鎌屋 - 広島県に出店。
- ダスキン椿 - 愛媛県に出展。